# John Parsons
 (décembre 2019).
John Parsons, né à Chillicothe le 11 février 1971, est un criminel américain. 

## Biographie
Il s'est évadé de prison et a été arrêté le 19 octobre 2006. Il était recherché pour fuite illégale en vue d'éviter des poursuites, évasion, meurtre aggravé, vol aggravé, armes en état d'ébriété, falsification de preuves et vol qualifié.
La série Breakout sur National Geographic Channel - Ohio Most Wanted, saison 1, épisode 6, déclare qu'il est « en train d'accomplir sa peine au pénitencier d'État à Youngstown (Ohio) ».